# Großer Preis von Italien 1962
Der Große Preis von Italien 1962 (offiziell XXXIII Gran Premio d’Italia) fand am 16. September auf dem Autodromo Nazionale di Monza in Monza statt und war das siebte Rennen der Automobil-Weltmeisterschaft 1962.

## Berichte

### Hintergrund
Ferrari hatte 1962 viele Probleme und verlor die Dominanz des Vorjahres, als das Team einen Großteil der Rennen überlegen gewann. Am Anfang der Saison war der Ferrari 156 noch konkurrenzfähig, fiel im Vergleich zur Konkurrenz aber stetig weiter zurück. Diverse interne Streitigkeiten, der ständige Wechsel zwischen verschiedenen Fahrern und das Aussetzen eines Rennens aufgrund eines Streiks in Italien führten dazu, dass Ferrari bis auf den sechsten Platz der Konstrukteurswertung zurückfiel. Aus diesem Grund entschied sich das Team das Heimrennen noch zu fahren und sich anschließend vorzeitig aus der Saison zurückzuziehen. Fünf Wagen wurden gemeldet, für die meisten der Fahrer war es das letzte Rennen für Ferrari. Phil Hill wechselte zu Porsche, für die er 1962 aber keinen Grand Prix mehr bestritt und stattdessen 1963 für ATS fuhr. Auch Giancarlo Baghetti verließ Ferrari und wechselte zu ATS, ein Team, das von ehemaligen Ferrari-Mitarbeitern gegründet wurde. Beiden Fahrern gelang es jedoch nicht mehr frühere Siege und Podestplätze zu wiederholen. Lorenzo Bandini beendete ebenfalls die Saison und wechselte zur Scuderia Centro Sud, kehrte aber im Laufe der Automobilweltmeisterschaft 1963 zu Ferrari zurück. Für Ricardo Rodríguez war es das letzte Rennen, er wechselte zu Lotus und verunglückte bei Testfahrten für das Team tödlich. Der einzige Fahrer, der weiterhin bei Ferrari blieb, war Willy Mairesse.
Brabham pausierte ein Rennen. Bei Lotus hatte man erstmals sowohl für Jim Clark, als auch für Trevor Taylor einen Lotus 25 gemeldet. Viele Teams versuchten sich mit privaten Fahrzeugen zu qualifizieren, insgesamt waren 30 Fahrer für den Grand Prix gemeldet. John Surtees verwendete das erste Mal den neuen Lola Mk4A, eine modifizierte Variante des Lola Mk4. Das UDT Laystall Racing Team kehrte nach einem Rennen Pause zurück und meldete zwei Lotus 24 für Innes Ireland und Masten Gregory. Nino Vaccarella fuhr sein letztes Saisonrennen für die Scuderia SSS Republica di Venezia und kehrte erst 1965 wieder in die Automobilweltmeisterschaft zurück. Den letzten Grand Prix von Emeryson Cars bestritt Tony Settember, der die Saison ebenso wie Ian Burgess beendete. Beide Fahrer fuhren 1963 für Scirocco Powell. Auch Jo Siffert verzichtete auf einen Start bei den letzten beiden Saisonrennen und trat im folgenden Jahr mit eigenem Team an. Tony Shelly, Jay Chamberlain, Keith Greene, Nasif Estéfano und Gerry Ashmore versuchten sich das letzte Mal für einen Grand Prix zu qualifizieren, für Ernst Prinoth war es der einzige Versuch, für Roberto Lippi der einzige der Saison. Gilby Engineering war ebenfalls ein letztes Mal gemeldet, das Team debütierte in der Automobilweltmeisterschaft 1954 und war acht Jahre lang dabei.
In den Wochen vor dem Grand Prix fanden vier nicht zur Automobilweltmeisterschaft zählende Rennen statt, Gregory gewann das Kanonloppet, Bandini den ersten Großen Preis des Mittelmeers, Brabham den Großen Preis von Dänemark und Clark den Gold Cup.
In der Fahrerwertung führte Graham Hill vor Jim Clark und Surtees. Alle Fahrer mit zuvor erzielten Punkten hatten noch die theoretische Chance Weltmeister zu werden. Auch die Konstrukteurswertung war noch offen, B.R.M. führte vor Lotus und Cooper. Mit Phil Hill nahm ein ehemaliger Sieger am Rennen teil, bei den Konstrukteuren waren zuvor Ferrari fünfmal und Cooper einmal erfolgreich.

### Training
Erneut duellierten sich die beiden Führenden der Fahrerwertung, Graham Hill und Jim Clark, um die Pole-Position. Clark war 0,03 Sekunden schneller als sein Kontrahent und erreichte damit zum vierten Mal in der Saison den ersten Startplatz. Außerdem startete er eine Serie von saisonübergreifend vier Pole-Position in Folge. Hinter Graham Hill qualifizierte sich sein Teamkollege Richie Ginther. Er hatte bereits mehr als eine halbe Sekunde Rückstand auf die ersten beiden.
Bruce McLaren auf Cooper wurde Vierter vor Ireland und Gregory aus dem UDT Laystall Racing Team, die die besten Fahrer mit privaten Wagen waren. Dan Gurney auf Porsche qualifizierte sich auf Rang sieben, Surtees auf Lola auf den achten Platz. Jo Bonnier und Mairesse vervollständigten die ersten Zehn, erneut qualifizierte sich Ferrari nur für Positionen im Mittelfeld.
Nur 21 Fahrzeuge waren für die Startaufstellung zugelassen, da jedoch 30 Fahrer gemeldet waren, schieden neun von ihnen bereits in der Qualifikation aus. Dies betraf Shelly, Greene, Ashmore, Burgess, Siffert, Prinoth, Lippi, Chamberlain und Estefano. Anders als beim Großen Preis von Deutschland zuvor entschied nur die im Training erreichte beste Rundenzeit ob ein Fahrer sich für das Rennen qualifiziert oder nicht.

### Rennen

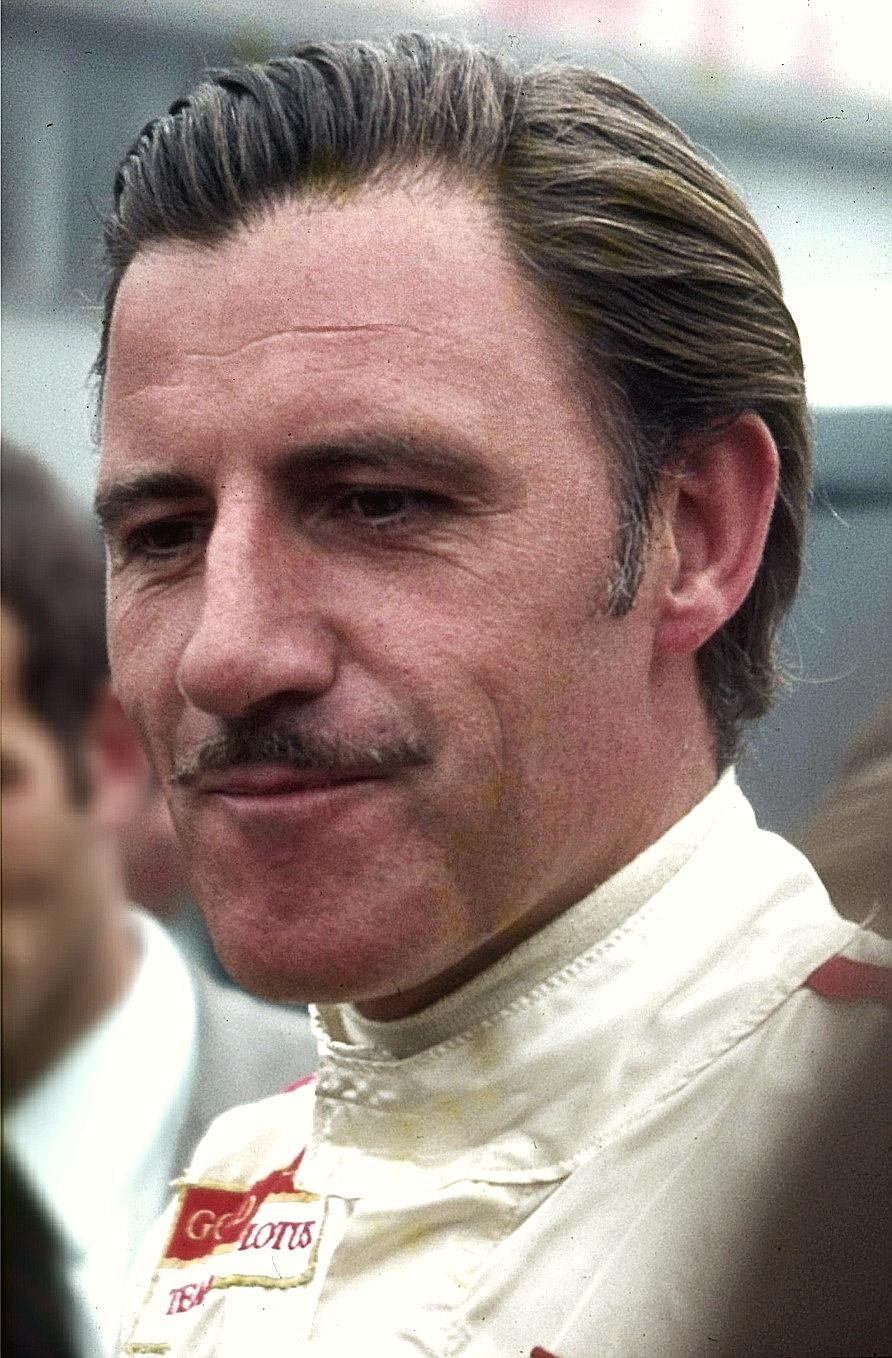
Sieger Graham Hill

Clark gewann das Startduell gegen Graham Hill und lag nach der ersten Kurve vorne, bevor Graham Hill den Vorteil seines stärkeren B.R.M.-Motors nutzte und Clark in der ersten Runde überholte, um die Führung zu übernehmen. Sein Teamkollege Ginther lag hinter Clark auf Rang drei, dahinter duellierten sich Surtees, McLaren, Bonnier, Gurney und Maggs um die weiteren Plätze. Clark bekam in der dritten Runde Probleme mit seinem Getriebe und legte einen Boxenstopp ein. Er fuhr anschließend noch einige Runden, gab dann aber das Rennen mit einem Getriebeschaden und Problemen mit der Elektrik seines Lotus auf. Somit übernahm Ginther den zweiten Platz und B.R.M. belegte die ersten beiden Ränge. Nur Surtees hielt mit den B.R.M. mit, ihm gelang es aber nicht, Ginther zu überholen. Über 30 Runden lang führten die beiden Fahrer ein Zweikampf, mit vielen Überholversuchen. McLaren lag dahinter auf Rang vier und duellierte sich mit den beiden Porsche-Fahrern Gurney und Bonnier.
In Runde 17 schied Trintignant aus, ihm folgten Settember mit Motorschaden, Taylor mit einem defekten Getriebe und Ireland mit einem Aufhängungsschaden. Auch die Aggregate der Lola hielten nicht, Surtees und Salvadori schieden innerhalb von zwei Runden nacheinander aus. Salvadori blieb damit weiterhin ohne Zielankunft in dieser Saison. Durch den Ausfall von Surtees und zuvor Clark führten die beiden B.R.M. konkurrenzlos das Rennen an und belegten auch am Rennende Platz eins und zwei. Mairesse und Baghetti verbesserten sich im letzten Renndrittel um mehrere Positionen und holten auf McLaren auf. Baghetti drehte sich jedoch von der Strecke und wurde am Ende Fünfter, währenddessen Mairesse nur an McLaren herankam, es ihm aber nicht mehr gelang, ihn zu überholen. Für beide Ferrari-Fahrer waren es die letzte Punkte der Karriere in der Automobilweltmeisterschaft, für Mairesse auch die letzte Zielankunft. Bonnier erreichte als Sechster ebenfalls die Punkteränge, Maggs verpasste diese auf Rang sieben knapp. Die ersten Zehn wurden von Bandini, Vaccarella und Beaufort komplettiert. Gurney und Rodríguez schieden wenige Runden vor Rennende aus, wurden aber noch gewertet.
Graham Hill führte alle Runden des Rennens an und gewann sein drittes Saisonrennen, das zweite in Folge. Damit vergrößerte er seinen Vorsprung in der Fahrerwertung auf 14 Punkte und hatte die Chance mit einem weiteren Sieg im nächsten Rennen vorzeitig Weltmeister zu werden. McLaren verbesserte sich auf den zweiten Platz der Fahrerwertung mit einem Punkt Vorsprung auf Clark. Bedingt durch die Streichresultateregelung, nach der nur die fünf besten Ergebnisse gewertet wurden, hatte außer Graham Hill aber nur noch Clark die theoretische Chance den Fahrertitel zu gewinnen. Für Graham Hill blieb es der einzige Sieg beim Großen Preis von Italien, B.R.M. gewann erneut mit Jackie Stewart beim Großen Preis von Italien 1965. In der Konstrukteurswertung baute B.R.M. den Vorsprung auf Lotus auf zehn Punkte aus, auch hier reichte ein weiterer Sieg für den Gewinn des Titels.

## Meldeliste
| Team                              | Nr. | Fahrer                  | Chassis            | Motor            | Reifen |
| --------------------------------- | --- | ----------------------- | ------------------ | ---------------- | ------ |
| Scuderia Ferrari SpA SEFAC        | 02  | Giancarlo Baghetti      | Ferrari 156        | Ferrari 1.5 V6   | D      |
| Scuderia Ferrari SpA SEFAC        | 04  | Ricardo Rodríguez       | Ferrari 156        | Ferrari 1.5 V6   | D      |
| Scuderia Ferrari SpA SEFAC        | 06  | Lorenzo Bandini         | Ferrari 156        | Ferrari 1.5 V6   | D      |
| Scuderia Ferrari SpA SEFAC        | 08  | Willy Mairesse          | Ferrari 156        | Ferrari 1.5 V6   | D      |
| Scuderia Ferrari SpA SEFAC        | 10  | Phil Hill               | Ferrari 156        | Ferrari 1.5 V6   | D      |
| Owen Racing Organisation          | 12  | Richie Ginther          | BRM P57            | BRM 1.5 V8       | D      |
| Owen Racing Organisation          | 14  | Graham Hill             | BRM P57            | BRM 1.5 V8       | D      |
| Porsche System Engineering        | 16  | Dan Gurney              | Porsche 804        | Porsche 1.5 B8   | D      |
| Porsche System Engineering        | 18  | Jo Bonnier              | Porsche 804        | Porsche 1.5 B8   | D      |
| Team Lotus                        | 20  | Jim Clark               | Lotus 25           | Climax 1.5 V8    | D      |
| Team Lotus                        | 22  | Trevor Taylor           | Lotus 25           | Climax 1.5 V8    | D      |
| Scuderia SSS Republica di Venezia | 24  | Nino Vaccarella         | Lotus 24           | Climax 1.5 V8    | D      |
| Ecurie Excelsior                  | 26  | Jay Chamberlain         | Lotus 18           | Climax 1.5 L4    | D      |
| Cooper Car Company                | 28  | Bruce McLaren           | Cooper T60         | Climax 1.5 V8    | D      |
| Cooper Car Company                | 30  | Tony Maggs              | Cooper T60         | Climax 1.5 V8    | D      |
| Ecurie Maarsbergen                | 32  | Carel Godin de Beaufort | Porsche 718        | Porsche 1.5 B4   | D      |
| Scuderia De Tomaso                | 34  | Nasif Estéfano          | De Tomaso 801      | De Tomaso 1.5 B8 | D      |
| Rob Walker Racing Team            | 36  | Maurice Trintignant     | Lotus 24           | Climax 1.5 V8    | D      |
| UDT Laystall Racing Team          | 38  | Masten Gregory          | Lotus 24           | BRM 1.5 V8       | D      |
| UDT Laystall Racing Team          | 40  | Innes Ireland           | Lotus 24           | Climax 1.5 V8    | D      |
| Ecurie Filipinetti                | 42  | Jo Siffert              | Lotus 24           | BRM 1.5 V8       | D      |
| Bowmaker Racing Team              | 44  | Roy Salvadori           | Lola Mk4           | Climax 1.5 V8    | D      |
| Bowmaker Racing Team              | 46  | John Surtees            | Lola Mk4A          | Climax 1.5 V8    | D      |
| Bowmaker Racing Team              | 46  | John Surtees            | Lola Mk4           | Climax 1.5 V8    | D      |
| Emeryson Cars                     | 48  | Tony Settember          | Emeryson 1004      | Climax 1.5 L4    | D      |
| Scuderia Settecolli               | 50  | Roberto Lippi           | De Tomaso F1-002   | OSCA 1.5 L4      | D      |
| Gerry Ashmore                     | 52  | Gerry Ashmore           | Lotus 18/21        | Climax 1.5 L4    | D      |
| Scuderia Jolly Club               | 54  | Ernesto Prinoth         | Lotus 18           | Climax 1.5 L4    | D      |
| Gilby Engineering                 | 56  | Keith Greene            | Gilby 62           | BRM 1.5 V8       | D      |
| Autosport Team Wolfgang Seidel    | 60  | Tony Shelly             | Lotus 24           | BRM 1.5 V8       | D      |
| Anglo-American Equipe             | 62  | Ian Burgess             | Cooper T53 Special | Climax 1.5 L4    | D      |

Anmerkungen
1. 1 2  John Surtees fuhr den Lola Mk4A mit der Nummer 46 in den Trainingssitzungen und im Rennen.

## Klassifikationen

### Startaufstellung
| Pos. | Fahrer                  | Konstrukteur    | Zeit    | Ø-Geschwindigkeit | Start |
| ---- | ----------------------- | --------------- | ------- | ----------------- | ----- |
| 01   | Jim Clark               | Lotus-Climax    | 1:40,35 | 206,28 km/h       | 01    |
| 02   | Graham Hill             | B.R.M.          | 1:40,38 | 206,22 km/h       | 02    |
| 03   | Richie Ginther          | B.R.M.          | 1:41,1  | 204,75 km/h       | 03    |
| 04   | Bruce McLaren           | Cooper-Climax   | 1:41,8  | 203,34 km/h       | 04    |
| 05   | Innes Ireland           | Lotus-Climax    | 1:41,8  | 203,34 km/h       | 05    |
| 06   | Masten Gregory          | Lotus-B.R.M.    | 1:41,9  | 203,14 km/h       | 06    |
| 07   | Dan Gurney              | Porsche         | 1:41,9  | 203,14 km/h       | 07    |
| 08   | John Surtees            | Lola-Climax     | 1:42,4  | 202,15 km/h       | 08    |
| 09   | Jo Bonnier              | Porsche         | 1:42,6  | 201,75 km/h       | 09    |
| 10   | Willy Mairesse          | Ferrari         | 1:42,8  | 201,36 km/h       | 10    |
| 11   | Ricardo Rodríguez       | Ferrari         | 1:43,1  | 200,78 km/h       | 11    |
| 12   | Tony Maggs              | Cooper-Climax   | 1:43,2  | 200,58 km/h       | 12    |
| 13   | Roy Salvadori           | Lola-Climax     | 1:43,3  | 200,39 km/h       | 13    |
| 14   | Nino Vaccarella         | Lotus-Climax    | 1:43,4  | 200,19 km/h       | 14    |
| 15   | Phil Hill               | Ferrari         | 1:43,4  | 200,19 km/h       | 15    |
| 16   | Trevor Taylor           | Lotus-Climax    | 1:44,2  | 198,66 km/h       | 16    |
| 17   | Lorenzo Bandini         | Ferrari         | 1:44,3  | 198,47 km/h       | 17    |
| 18   | Giancarlo Baghetti      | Ferrari         | 1:44,4  | 198,28 km/h       | 18    |
| 19   | Maurice Trintignant     | Lotus-Climax    | 1:44,4  | 198,28 km/h       | 19    |
| 20   | Carel Godin de Beaufort | Porsche         | 1:46,8  | 193,82 km/h       | 20    |
| 21   | Tony Settember          | Emeryson-Climax | 1:49,1  | 189,73 km/h       | 21    |
| DNQ  | Tony Shelly             | Lotus-B.R.M.    | 1:51,6  | 185,48 km/h       | –     |
| DNQ  | Keith Greene            | Gilby-B.R.M.    | 1:52,0  | 184,82 km/h       | –     |
| DNQ  | Gerry Ashmore           | Lotus-Climax    | 1:52,9  | 183,35 km/h       | –     |
| DNQ  | Ian Burgess             | Cooper-Climax   | 1:53,1  | 183,02 km/h       | –     |
| DNQ  | Jo Siffert              | Lotus-B.R.M.    | 1:55,8  | 178,76 km/h       | –     |
| DNQ  | Ernesto Prinoth         | Lotus-Climax    | 1:57,7  | 175,87 km/h       | –     |
| DNQ  | Roberto Lippi           | De Tomaso-OSCA  | 1:58,6  | 174,54 km/h       | –     |
| DNQ  | Jay Chamberlain         | Lotus-Climax    | 1:59,7  | 172,93 km/h       | –     |
| DNQ  | Nasif Estéfano          | De Tomaso       | 6:18,4  | 54,70 km/h        | –     |

### Rennen
| Pos. | Fahrer                  | Konstrukteur    | Runden | Stopps | Zeit        | Start | Schnellste Runde |
| ---- | ----------------------- | --------------- | ------ | ------ | ----------- | ----- | ---------------- |
| 01   | Graham Hill             | B.R.M.          | 86     |        | 2:29:08,4   | 02    | 1:42,3           |
| 02   | Richie Ginther          | B.R.M.          | 86     |        | + 29,8      | 03    | 1:42,5           |
| 03   | Bruce McLaren           | Cooper-Climax   | 86     |        | + 57,8      | 04    | 1:42,8           |
| 04   | Willy Mairesse          | Ferrari         | 86     |        | + 58,2      | 10    | 1:42,8           |
| 05   | Giancarlo Baghetti      | Ferrari         | 86     |        | + 1:31,3    | 18    | 1:42,4           |
| 06   | Jo Bonnier              | Porsche         | 85     |        | + 1 Runde   | 09    | 1:42,6           |
| 07   | Tony Maggs              | Cooper-Climax   | 85     |        | + 1 Runde   | 12    | 1:43,1           |
| 08   | Lorenzo Bandini         | Ferrari         | 84     |        | + 2 Runden  | 17    | 1:43,5           |
| 09   | Nino Vaccarella         | Lotus-Climax    | 84     |        | + 2 Runden  | 14    | 1:44,6           |
| 10   | Carel Godin de Beaufort | Porsche         | 81     |        | + 5 Runden  | 20    | 1:46,9           |
| 11   | Phil Hill               | Ferrari         | 81     |        | + 5 Runden  | 15    | 1:44,5           |
| 12   | Masten Gregory          | Lotus-B.R.M.    | 77     |        | + 9 Runden  | 06    | 1:43,0           |
| 13   | Dan Gurney              | Porsche         | 66     |        | + 20 Runden | 07    | 1:43,0           |
| 14   | Ricardo Rodríguez       | Ferrari         | 63     |        | + 23 Runden | 11    | 1:43,6           |
| –    | Innes Ireland           | Lotus-Climax    | 45     |        | DNF         | 05    | 1:43,0           |
| –    | John Surtees            | Lola-Climax     | 42     |        | DNF         | 08    | 1:42,7           |
| –    | Roy Salvadori           | Lola-Climax     | 41     |        | DNF         | 13    | 1:43,8           |
| –    | Trevor Taylor           | Lotus-Climax    | 25     |        | DNF         | 16    | 1:45,3           |
| –    | Tony Settember          | Emeryson-Climax | 18     |        | DNF         | 21    | 1:49,3           |
| –    | Maurice Trintignant     | Lotus-Climax    | 17     |        | DNF         | 19    | 1:44,5           |
| –    | Jim Clark               | Lotus-Climax    | 12     |        | DNF         | 01    | 1:42,5           |

## WM-Stände nach dem Rennen
Die ersten sechs des Rennens bekamen 9, 6, 4, 3, 2, 1 Punkte. Es zählten nur die fünf besten Ergebnisse aus neun Rennen. In der Konstrukteurswertung zählten dabei nur die Punkte des bestplatzierten Fahrers eines Teams.

### Fahrerwertung
| Pos. | Fahrer                  | Konstrukteur  | Punkte  |
| ---- | ----------------------- | ------------- | ------- |
| 01   | Graham Hill             | B.R.M.        | 36 (37) |
| 02   | Bruce McLaren           | Cooper-Climax | 22      |
| 03   | Jim Clark               | Lotus-Climax  | 21      |
| 04   | John Surtees            | Lola-Climax   | 19      |
| 05   | Phil Hill               | Ferrari       | 14      |
| 06   | Dan Gurney              | Porsche       | 13      |
| 07   | Richie Ginther          | B.R.M.        | 10      |
| 08   | Tony Maggs              | Cooper-Climax | 9       |
| 09   | Trevor Taylor           | Lotus-Climax  | 6       |
| 10   | Giancarlo Baghetti      | Ferrari       | 5       |
| 11   | Lorenzo Bandini         | Ferrari       | 4       |
| 12   | Ricardo Rodríguez       | Ferrari       | 4       |
| 13   | Willy Mairesse          | Ferrari       | 3       |
| 14   | Jack Brabham            | Lotus-Climax  | 3       |
| 15   | Jo Bonnier              | Porsche       | 3       |
| 16   | Carel Godin de Beaufort | Porsche       | 2       |
| 17   | Masten Gregory          | Lotus-Climax  | 0       |
| 18   | Maurice Trintignant     | Lotus-Climax  | 0       |

| Pos. | Fahrer              | Konstrukteur    | Punkte |
| ---- | ------------------- | --------------- | ------ |
| 19   | Innes Ireland       | Lotus-Climax    | 0      |
| 20   | Nino Vaccarella     | Porsche         | 0      |
| 21   | Lucien Bianchi      | Lotus-Climax    | 0      |
| 22   | Jo Siffert          | Lotus-Climax    | 0      |
| 23   | John Campbell-Jones | Lotus-Climax    | 0      |
| 24   | Jackie Lewis        | Cooper-Climax   | 0      |
| 25   | Tony Settember      | Emeryson-Climax | 0      |
| 26   | Ian Burgess         | Cooper-Climax   | 0      |
| 27   | Jay Chamberlain     | Lotus-Climax    | 0      |
| 28   | Heini Walter        | Porsche         | 0      |
| –    | Wolfgang Seidel     | Emeryson-Climax | 0      |
| –    | Roy Salvadori       | Lola-Climax     | 0      |
| –    | Ben Pon             | Porsche         | 0      |
| –    | Tony Shelly         | Lola-Climax     | 0      |
| –    | Keith Greene        | Gilby-B.R.M.    | 0      |
| –    | Heinz Schiller      | Lotus-B.R.M.    | 0      |
| –    | Bernard Collomb     | Cooper-Climax   | 0      |

### Konstrukteurswertung
| Pos. | Konstrukteur | Punkte  |
| ---- | ------------ | ------- |
| 01   | B.R.M.       | 37 (41) |
| 02   | Lotus        | 27      |
| 03   | Cooper       | 25 (27) |
| 04   | Lola         | 19      |

| Pos. | Konstrukteur | Punkte |
| ---- | ------------ | ------ |
| 05   | Ferrari      | 18     |
| 06   | Porsche      | 16     |
| 07   | Emeryson     | 0      |